# Llanbradach
Llanbradach är en ort i Storbritannien.   Den ligger i kommunen Caerphilly och riksdelen Wales, i den södra delen av landet, 210 km väster om huvudstaden London. Llanbradach ligger 95 meter över havet och antalet invånare är 3 699.
Terrängen runt Llanbradach är lite kuperad. Runt Llanbradach är det tätbefolkat, med 709 invånare per kvadratkilometer. Närmaste större samhälle är Cardiff, 14,5 km söder om Llanbradach. Trakten runt Llanbradach består i huvudsak av gräsmarker.